# Simanu
Simanu war der babylonische Name des dritten Monats im babylonischen Kalender. Da im Monat Nisannu gemäß der babylonischen Quellen entweder das erste Neulicht oder der erste Vollmond des Frühjahrs lag, begann der Monat Simanu im Normalfall frühestens am 5. Mai und spätestens am 17. Juni. Im Jüdischen Kalender, der von den Juden während des Babylonischen Exils zwischen 586 und 536 v. Chr. aus dem Babylonischen Kalender übernommen wurde,  entspricht der Simanu dem Monat Siwan.